# Юрьевское (Мышкинский район)
Юрьевское — село в Мышкинском районе Ярославской области России.
В рамках организации местного самоуправления входит в Приволжское сельское поселение, в рамках административно-территориального устройства — в Мартыновский сельский округ.

## География
Расположено на берегу реки Катка в 21 км на юго-запад от центра поселения села Шипилова и в 36 км на юго-запад от райцентра города Мышкин.

## История
Каменный храм с оградой и колокольней во имя святого великомученика Георгия построен в 1792 году с благословения бывшего архиепископа Ярославского Арсения на средства покойного майора Афанасия Семеновича Давыдова. До этого времени здесь был храм деревянный во имя святого пророка Илии с двумя приделами: святителя и чудотворца Николая и святых мучеников Флора и Лавра, построенный в 1760 году на средства прихожан и существовавший до 1848 года.
В конце XIX — начале XX века село являлось центром Юрьевской волости Мышкинского уезда Ярославской губернии.
С 1929 года деревня входила в состав Исаковского сельсовета Мышкинского района, в 1945—1959 годах — в составе Масловского района, с 1954 года — в составе Мартыновского сельсовета, с 2005 года — в составе Приволжского сельского поселения.

## Население
| 1859 | 2002 | 2007 | 2010 |
| ---- | ---- | ---- | ---- |
| 226  | ↘58  | ↘47  | ↘42  |